# 江崎光
江崎光（日语：／ Ezaki Hikaru；2004年03月12日—），日本女歌手，曾為團體+GANG成員。2021年赴韓參加女團選秀節目《Girls Planet 999》，為J組主題曲Center ，最終以第七名的成績成為限定女子團體Kep1er成員。2022年1月3日，於Kep1er正式出道活動，官方定位是主舞、主Rapper。

## 經歷

### 參與《Girls Planet 999》時期
2021年赴韓參加韓中日女團選秀節目《Girls Planet 999》，擔任J組主題曲Center。在節目中，以其饒舌和舞蹈實力，以及BLACKPINK的《BOOMBAYAH》一曲打開知名度。
最終以得票分數713,322排名第七，成為期間限定女子組合Kep1er出道的9名成員之中的其中一員。
| 順位（粗體為順位儀式結果） |                     |                         |                         |          |                           |            |                     |
| 主題曲排名                 | 第二集 (初評級舞台) | 第五集 (第一次排名儀式) | 第八集 (第二次排名儀式) | 第九集   | 第十一集 (第三次排名儀式) | 決賽前速報 | 第十二集 (最終排名) |
| J01                        | P1 (J01)            | P3 (J02)                | P4 (J03)                | P3 (J01) | P4 (J02)                  | P12 (J01)  | P7 (J01)            |

### Kep1er時期
2022年1月3日，發行首張迷你專輯《FIRST IMPACT》，正式以Kep1er的成員活動。

## 音樂作品

#### 其他單曲
| 發行日期      | 歌曲名稱 | 專輯名稱   | 歌手/企劃               | 備註                   |
| ------------- | -------- | ---------- | ----------------------- | ---------------------- |
| 2022年5月13日 | Purr     | Queendom 2 | 케비지 (VIVIZ & Kep1er) | 沈小婷、金多娟、江崎光 |

## 影視作品

### 綜藝節目
| 年份   | 播放日期        | 電視台 | 節目名稱         | 備註 |
| 2021年 | 8月6日-10月22日 | Mnet   | Girls Planet 999 |      |

## 外部連結
團體連結
- Kep1er的官方網站 （页面存档备份，存于）
- Kep1er的Daum Cafe （页面存档备份，存于）
- Kep1er的X（前Twitter）
- Kep1er的Instagram帳戶
- Kep1er的Facebook專頁
- Kep1er的V LIVE頻道 （页面存档备份，存于）
- Kep1er的TikTok
- YouTube上的Kep1er頻道
- 江崎光的Instagram帐户